# Schrankogel
De Schrankogel (ook: Schrankogl) is een 3497 meter hoge bergtop in de Stubaier Alpen in het Oostenrijkse Tirol. Het is daarmee de op een na hoogste berg in de Stubaier Alpen, na de Zuckerhütl.
De berg ligt ten oosten van Längenfeld en is makkelijk bereikbaar vanuit Gries in het Sulztal (1572 meter) via de Amberger Hütte (2135 meter) en het Hohe Egg (2820 meter).
De tocht vanuit Gries naar de top neemt ongeveer zeven uur in beslag.
Reeds op 20 september 1821 beklom de botanicus Hargasser de berg tot vlak onder de top. Het lukte de pastoor Schöpf uit Gries echter als eerste om werkelijk de top van de Schrankogel te bereiken.

## Literatuur

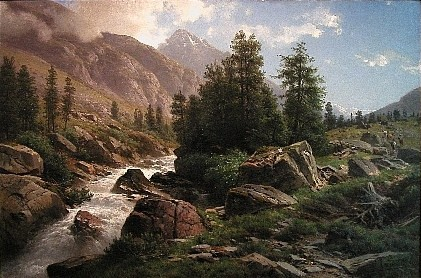
De Fischbach met op de achtergrond de Schrankogel, geschilderd door Georg Hermann Engelhardt (1855-1934)

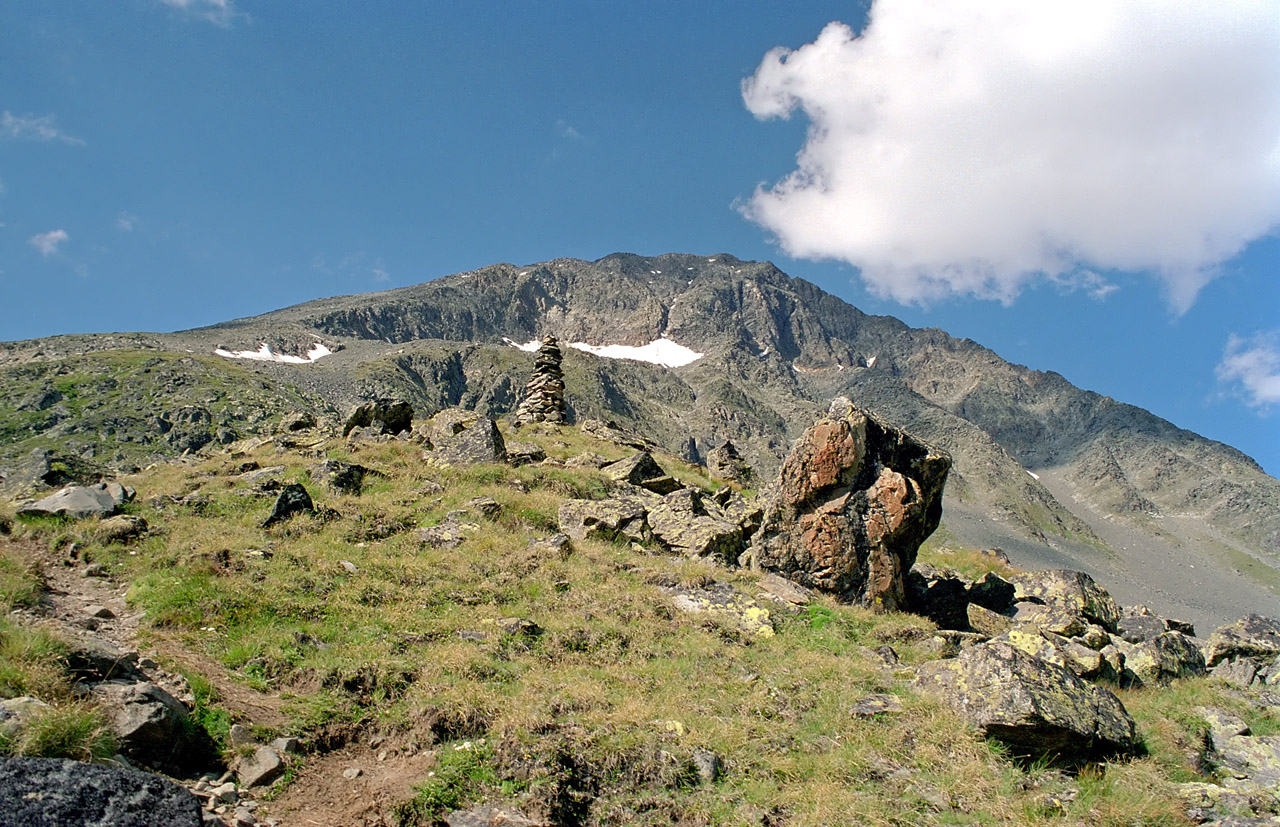
De westkam van de Schrankogel vanuit het zuiden

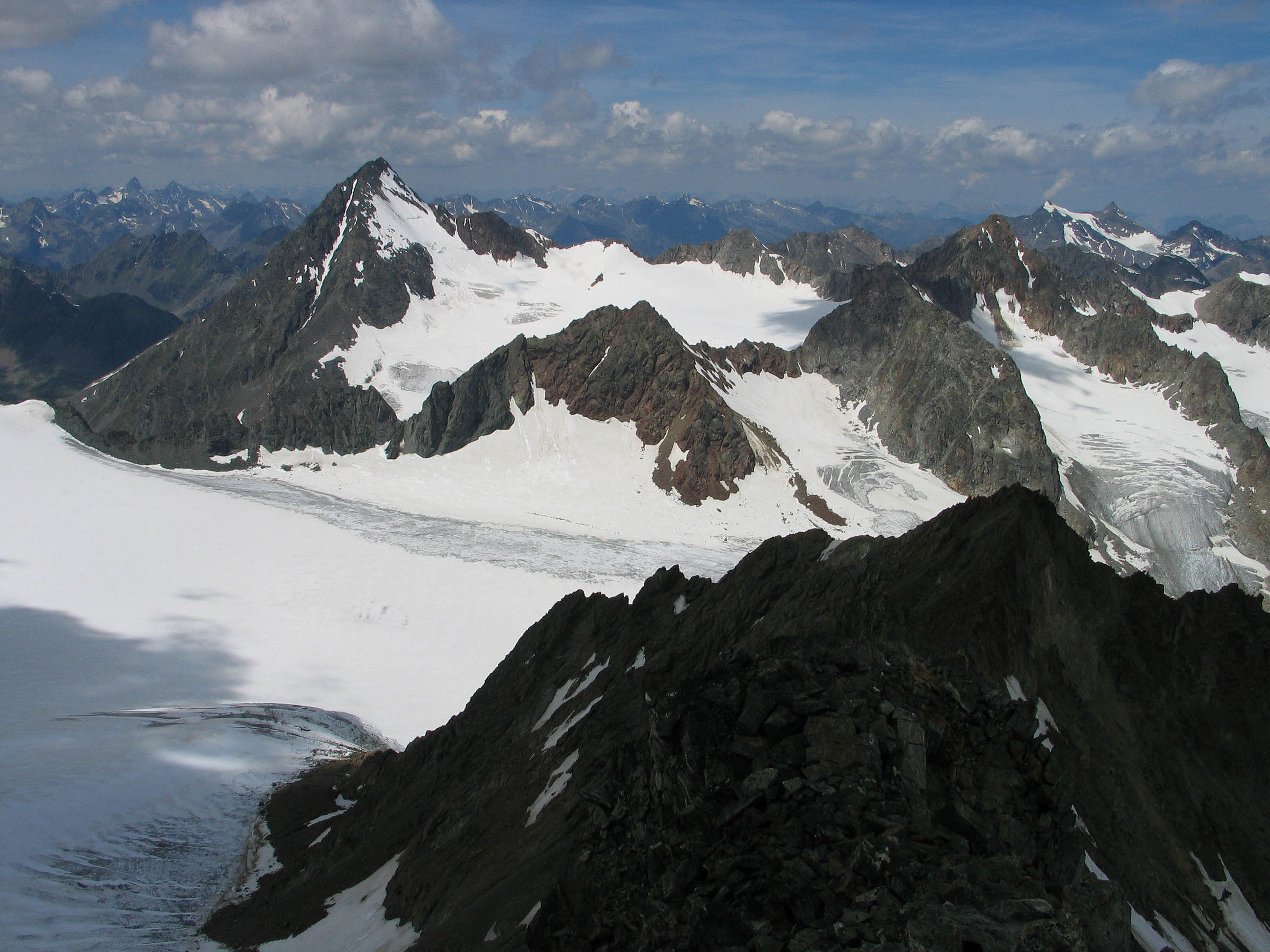
De Schrankogel (links) vanaf de Ruderhofspitze